# Kolumna „Zośki”
Kolumna „Zośki” w Szydłowcu – pełniąca zapewne funkcję pręgierza kamienna kolumna w kształcie dzbana z motywami roślinnymi, zwieńczona platformą okoloną żelazną balustradą, na której ustawiony został posąg kobiety.
Manierystyczna kolumna pochodzi z XVII wieku. Według tradycji, znajdującą się na jej platformie postać zwano „Zośką”. Miano to pochodzić ma od imienia pierwszej napiętnowanej przy tym pręgierzu kobiety.
Dokładne losy monumentu nie są znane. Wiadomo, że „Zośka” została przedstawiona na osiemnastowiecznej rycinie Zygmunta Vogla (Widok Rynku w Szydłowcu, 1795). Nie było jej już jednak na przedstawiającym rynek w Szydłowcu obrazie Józefa Szermentowskiego z 1854 roku. Bezgłową rzeźbę „Zośki” zamurowano w ścianie szydłowieckiego ratusza około 1815 roku. Odnaleziono ją w latach 80. XX wieku podczas remontu budynku. Przez kilkadziesiąt lat przechowywało ją miejscowe muzeum. Kolumnę można było do 2004 roku zobaczyć na cmentarzu, w nagrobku ks. Stanisława Straszaka (zm. 1833).
Inicjatywę przywrócenia pomnika podjęła Rada Miasta Szydłowca z burmistrzem miasta Andrzejem Jarzyńskim na czele. Odrestaurowaną kolumnę ustawiono na Rynku Wielkim przed ratuszem w 2004 roku. Cały pomnik, zrekonstruowany według projektu konserwatora dzieł sztuki Grzegorza Wiatra, odsłonięto uroczyście 5 listopada 2009 roku.
Przy pomniku „Zośki” od 2010 roku organizowane są ogólnopolskie spotkania „Szydłowieckie Zośki” poświęcone problemom ludzi walczących w chorobami nowotworowymi.